# ییرژی پلسکت
ییرژی پلِسکُت (چکی: Jiří Pleskot; ۳ مهٔ ۱۹۲۲ – ۱ دسامبر ۱۹۹۷) بازیگر اهل کشور جمهوری چک بود. او در سال‌های ۱۹۵۸ و ۱۹۹۰ در بیش از ۶۰ فیلم و برنامه تلویزیونی ظاهر شد.